# Fritz Seiler (Schiedsrichter, 1927)
Fritz Seiler (* 14. August 1927; † 29. Juli 2011) war ein deutscher Fußballschiedsrichter.

## Sportlicher Werdegang
Der aus Schmiden stammende Seiler gehörte knapp ein Jahrzehnt zu den führenden deutschen Schiedsrichtern, als er in der Bundesliga eingesetzt wurde. Er debütierte während der Bundesliga-Spielzeit 1964/65 im deutschen Oberhaus, als er am 10. Oktober 1964 die Partie zwischen dem 1. FC Köln und Eintracht Braunschweig (5:1-Heimerfolg) leitete. Ab der Spielzeit 1966/67 etablierte er sich in der ersten Liga und kam regelmäßig zu Spieleinsätzen, bis zu seinem Abschied am Ende der Saison 1973/74 hatte er 65 Bundesligaspiele geleitet. Zeitweise war Seiler auch als Linienrichter an der Seite von Rudolf Kreitlein tätig, in dieser Rolle hatte er zusammen mit Ernst Schmid beim Auftaktspieltag zur Bundesligapremierensaion beim Spiel zwischen dem 1. FC Saarbrücken und dem 1. FC Köln unterstützt.
Später engagierte sich Seiler auch abseits des Fußballfeldes und war Schiedsrichter-Lehrwart sowie Vorsitzender der Spruchbehörde. Zwischen 1982 und 1997 leitete er als Vorsitzender den Fußballbezirks Rems-Murr innerhalb des Württembergischen Fußballverbandes.